# Fox Sports 2 (Estados Unidos)
Fox Sports 2 (FS2) es un canal de televisión por suscripción estadounidense enfocado en la emisión de eventos deportivos. Es propiedad de Fox Corporation mediante su subsidiaria Fox Sports Media Group; su sede se encuentra en el Fox Studio Lot en la zona Century City de Los Ángeles, California. 
Originalmente la emisora inició emisiones bajo el nombre de Fuel TV el 1 de julio de 2003 y su programación se basaba en la emisión de deportes extremos tales como el skateboarding, snowboarding, wakeboarding, motocross, surf, BMX y FMX. Ganó notoriedad con la adición de eventos de artes marciales mixtas UFC en 2012 como parte de un acuerdo comercial con Fox Sports. Un año después, en agosto de 2013, Fuel TV fue relanzado como Fox Sports 2, cuya programación pasó a complementar los contenidos presentes en la entonces recientemente lanzada Fox Sports 1. A diferencia de este último canal, Fox Sports 2 no tuvo una campaña publicitaria tan fuerte en el momento de su lanzamiento por ser una señal complementaria. 
Para septiembre de 2018, se podía sintonizar a la emisora en cerca de 57.5 millones de hogares en Estados Unidos (equivalente al 62,3% de hogares que cuentan con servicio de televisión por cable). Sin embargo, en junio de 2023, el número se redujo a 52,6 millones de hogares

## Logotipos

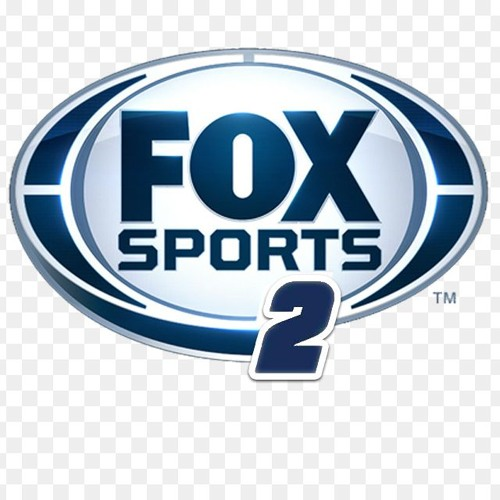
2012-2015
2015-presente